# Paarse galgordijnzwam
De paarse galgordijnzwam (Thaxterogaster croceocoeruleus, synoniem: Cortinarius croceocaeruleus) is een schimmel behorend tot de familie Cortinariaceae.  Hij groeit in loofbossen en langs lanen op humusarm, zuur tot kalkrijk zand, leem of klei. Hij vormt ectomycorrhiza met Fagus en eiken (Quercus). Hij produceert vruchtlichamen van augustus tot oktober.

## Naamgeving
Deze soort werd in 1798 door Christiaan Hendrik Persoon Agaricus croceocaeruleus genoemd. In 1861 bracht Elias Fries de zwam over naar het geslacht Cortinarius, en in 2022 Tuula Niskanen en Kare Liimatainen naar het geslacht Aureonarius.

## Kenmerken

### Uiterlijke kenmerken
Hoed
De hoed heeft een diameter van 1,5 tot 3 cm. De vorm is aanvankelijk convex, daarna plat uitgespreid en in het midden zelfs concaaf. De rand is erg dun, golvend. Het oppervlak is plakkerig, fijn vezelig. Aanvankelijk donkerpaars tot lichtblauw van kleur, soms met grijze vlekken, maar wordt al snel okergeel.
Lamellen
De lamellen zijn breed aanhechtend, aanvankelijk witachtig tot lichtgeel, daarna saffraanbruin.
Steel
De steel heeft een lengte van 2,5 tot 6 cm, dikte 0,5 tot 0,6 cm, cilindrisch, vaak gebogen of gedraaid. Oppervlak witachtig, soms aanvankelijk blauwachtig, dan oker, soms met een convergerende ringvormige zone.
Vlees
Het vlees is dun, witachtig, oker in de steel, zonder uitgesproken geur. Bitter van smaak (vooral de opperhuid).
Sporenprint
De sporenprint is roestbruin van kleur. 

### Microscopische kenmerken
De sporen zijn bijna bolvormig, 7–8,5 × 6–7 μm groot, vrij sterk papillair. Cheilocystidia meten 8 tot 10 μm. De cuticula is gemaakt van dikwandige, evenwijdige hyfen met een diameter van 4–9 μm.

## Verspreiding
Het wordt gevonden in Noord-Amerika en Europa. In Nederland komt hij matig algemeen voor. Hij staat op de rode lijst in de categorie 'Kwetsbaar'.